# Luis Guzmán

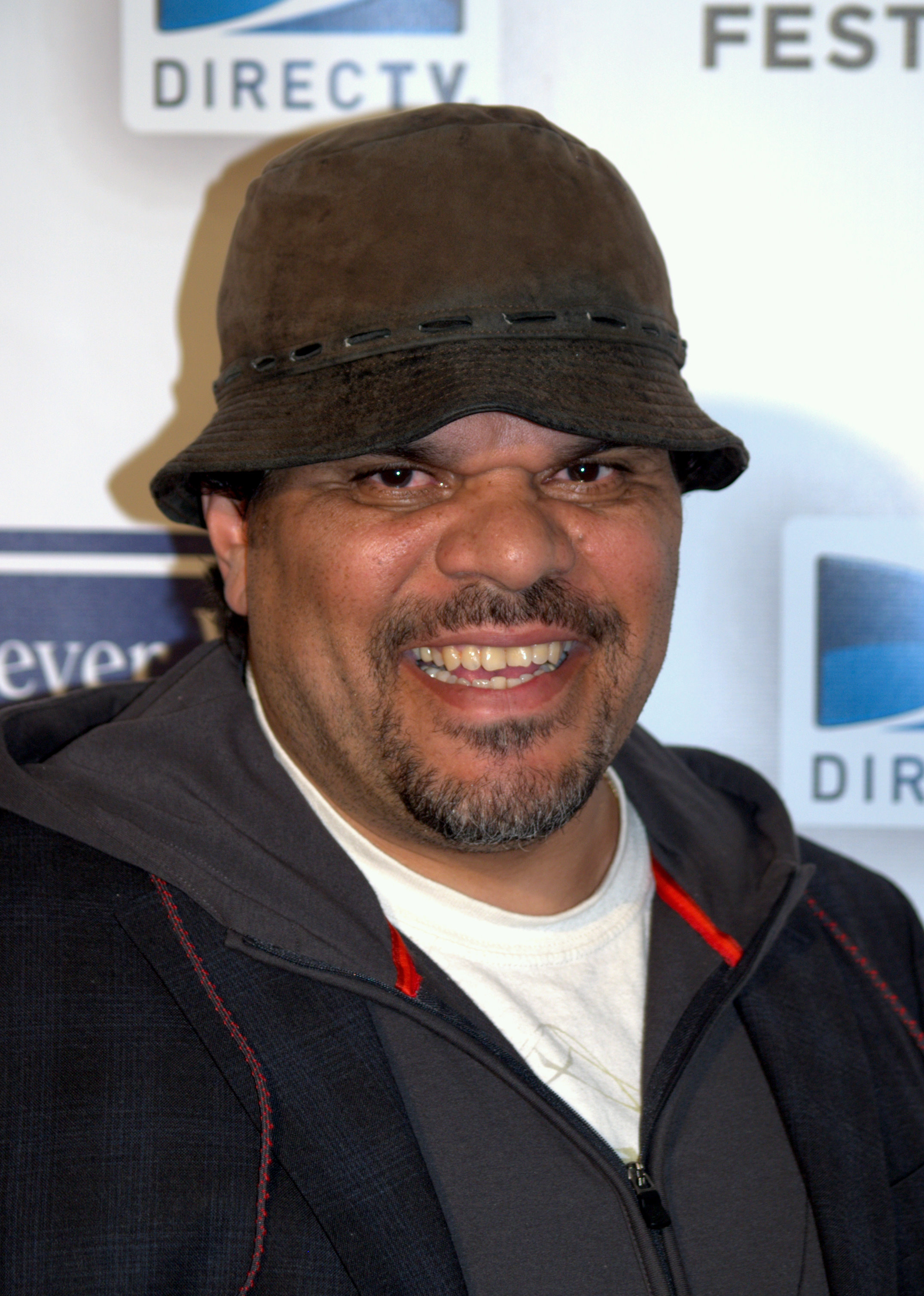
Luis Guzmán (2009)

Luis Guzmán (* 28. August 1956 in Cayey, Puerto Rico) ist ein US-amerikanischer Schauspieler puerto-ricanischer Abstammung.

## Leben und Wirken
Guzmán wuchs in New York auf, wo er das City College absolvierte. Nach dem Studium arbeitete er zunächst als Sozialarbeiter. Als Schauspieler debütierte er in dem Filmdrama Im Netz der Gewalt (1977) und spielte danach in zwei Folgen der Fernsehserie Miami Vice. In dem Actionfilm Black Rain (1989) war er neben Michael Douglas und Andy García zu sehen. Danach wurde er in zwei Filmen von Sidney Lumet und in Brian De Palmas Carlito’s Way besetzt.
Das Drama Boogie Nights (1997) war Guzmáns erster Film mit Regisseur Paul Thomas Anderson, zu dessen Stammbesetzung er seitdem gehört. Für die Rolle erhielt er zusammen mit dem übrigen Schauspielerensemble 1998 den Preis des Florida Film Critics Circle und wurde in der gleichen Kategorie für einen Screen Actors Guild Award nominiert. Für die zweite Zusammenarbeit in Magnolia erhielt Guzmán eine weitere Nominierung für den Screen Actors Guild Award in der Kategorie Bestes Schauspielerensemble. In eben dieser Kategorie gewann er im Jahr 2000 u. a. mit Tom Cruise, Philip Seymour Hoffman und Julianne Moore erneut den Florida Film Critics Circle Award. Seine Darstellung in der Komödie Punch-Drunk Love (2002) brachte ihm 2003 einen Imagen Award ein.
Regelmäßig arbeitet er zudem mit Steven Soderbergh zusammen. Für die Nebenrolle in dem Film The Limey (1999) war er 2000 für einen Independent Spirit Award nominiert, für seine Rolle in Traffic – Macht des Kartells wurde Guzmán zusammen mit Michael Douglas, Benicio del Toro, Catherine Zeta-Jones und anderen als bestes Schauspielensemble mit dem Screen Actors Guild Award geehrt.
Mittlerweile ist Guzmán nicht mehr auf die Rolle des Latino-Gangsters beschränkt.
Zudem lieh er in den Computerspielen Grand Theft Auto: Vice City und Grand Theft Auto: Vice City Stories seine Stimme dem Gangster Ricardo Diaz.
Seit 1985 ist Guzmán mit Angelita Galarza verheiratet. Er hat fünf Kinder und lebt im US-Bundesstaat Vermont.

## Filmografie (Auswahl)
- 1977: Im Netz der Gewalt (Short Eyes)
- 1988: Crocodile Dundee II
- 1989: Black Rain
- 1989: Rooftops – Dächer des Todes (Rooftops)
- 1989: Family Business
- 1990: Tödliche Fragen (Q & A)
- 1991: Auf die harte Tour (The Hard Way)
- 1991: Mc Bain
- 1992: Bloody Marie – Eine Frau mit Biß (Innocent Blood)
- 1993: Carlito’s Way
- 1993: Mr. Wonderful
- 1994: Machen wir’s wie Cowboys (The Cowboy Way)
- 1996: Mörderischer Tausch (The Substitute)
- 1997: Boogie Nights
- 1998: Out of Sight
- 1998: Spiel auf Zeit (Snake Eyes)
- 1998: One Tough Cop
- 1999: The Limey
- 1999: Der Knochenjäger (The Bone Collector)
- 1999: Magnolia
- 2000: Traffic – Macht des Kartells (Traffic)
- 2000: Lucky Town (Luckytown)
- 2001: Double Trouble – Ein Cop auf Abwegen (Double Whammy)
- 2002: Monte Cristo (The Count of Monte Cristo)
- 2002: Punch-Drunk Love
- 2002: The Salton Sea
- 2002: Safecrackers oder Diebe haben’s schwer (Welcome to Collinwood)
- 2002: Pluto Nash – Im Kampf gegen die Mondmafia (The Adventures of Pluto Nash)
- 2002: Frasier (Fernsehserie, 10x02)
- 2003: Das Urteil – Jeder ist käuflich (Runaway Jury)
- 2003: Confidence
- 2003: Dumm und dümmerer (Dumb and Dumberer: When Harry Met Lloyd)
- 2003: Die Wutprobe (Anger Management)
- 2004: Lemony Snicket – Rätselhafte Ereignisse (Lemony Snicket’s A Series of Unfortunate Events)
- 2005: Dreamer – Ein Traum wird wahr (Dreamer: Inspired by a True Story)
- 2005: AbServiert (Waiting...)
- 2005: Carlito’s Way – Rise To Power
- 2006: Fast Food Nation
- 2006: Der Date Profi (School for Scoundrels)
- 2007: Cleaner
- 2007: War
- 2007: John from Cincinnati (Fernsehserie)
- 2008: Nothing Like the Holidays
- 2009: Der Ja-Sager (Yes Man)
- 2009: Old Dogs – Daddy oder Deal (Old Dogs)
- 2009: Die Entführung der U-Bahn Pelham 123 (The Taking of Pelham 123)
- 2009: Fighting
- 2009: Er steht einfach nicht auf Dich (He’s Just Not That Into You)
- 2010–2011: How to Make It in America (Fernsehserie)
- 2011: Community (Fernsehserie)
- 2011: Arthur
- 2012: Die Reise zur geheimnisvollen Insel (Journey 2: The Mysterious Island)
- 2013: The Last Stand
- 2013: Wir sind die Millers (We’re the Millers)
- 2013: Republic of Doyle – Einsatz für zwei (Republic of Doyle, Fernsehserie, 1 Folge)
- 2014: La voie de l’ennemi
- 2014: In the Blood
- 2014: Reclaim – Auf eigenes Risiko (Reclaim)
- 2015: Narcos (Fernsehserie)
- 2015–2018 Code Black (Fernsehserie)
- 2016: Keanu
- 2016: The Do-Over
- 2017: 9/11
- 2018: Belleville Cop (Le flic de Belleville)
- 2018: Padre (The Padre)
- 2019: Shameless (Fernsehserie, 6 Folgen)
- 2019: Godfather of Harlem (Fernsehserie, Staffel 1)
- 2021: The Birthday Cake
- 2021: Lady of the Manor
- 2022: Wednesday (Fernsehserie)
- 2023: Story Ave
- 2023: Du bist sowas von nicht zu meiner Bat-Mizwa eingeladen (You Are So Not Invited To My Bat Mitzvah)
- 2023: Justified: City Primeval (Miniserie, 1 Folge)
- 2024: Beverly Hills Cop: Axel F
- 2025: Havoc
- 2025: Guns Up